# Kobyla Przełęcz
Kobyla Przełęcz lub Kobyle Siodło (słow. Vysoká poľana, niem. Hohe Ebene, Hohe Au, węg. Magas-sík) – szeroka trawiasta przełęcz położona na wysokości ok. 1090 m n.p.m. w grani głównej Tatr Bielskich na Słowacji.
Przełęcz ta jest ostatnią przełęczą na wschód Tatr i oddziela od siebie Fajksową Czubę oraz Kobyli Wierch, odpowiednio przedostatni i ostatni szczyt w grani głównej Tatr Bielskich. Przełęcz znajduje się tuż obok tego ostatniego, znajdującego się ok. 20 m wyżej.
Kobyla Przełęcz oddziela od siebie dwie niewielkie doliny: Dolinę Huczawy Bielskiej na południu oraz dolinę Drabinę na północy. W zboczu Kobylego Wierchu opadającego do doliny Drabiny znajduje się jedyna udostępniona do zwiedzania jaskinia w słowackiej części Tatr – Jaskinia Bielska, a w zboczu opadającym do Doliny Huczawy Bielskiej – niewielka Jaskinia nad Huczawą. Tuż nad szerokim siodłem przełęczy znajduje się ambona.
Przez przełęcz do 1978 r. prowadził szlak Magistrali Tatrzańskiej. Fragment znajdujący się w Tatrach Bielskich został jednak zamknięty, a na terenie grzbietu utworzono rezerwat ścisły. U stóp Kobylego Wierchu, Doliną Huczawy Bielskiej przebiegają szlaki zielony z Tatrzańskiej Kotliny do Schroniska pod Szarotką (chata Plesnivec) i Doliny Białych Stawów oraz niebieski z Tatrzańskiej Kotliny do Kieżmarskich Żłobów.
Polska nazwa przełęczy pochodzi od sąsiedniego Kobylego Wierchu. Nazwy obcojęzyczne mają związek z trawiastym charakterem przełęczy, przypominającej polanę.